# Drahoňův Újezd
Drahoňův Újezd település Csehországban, Rokycanyi járásban. Drahoňův Újezd Lhota pod Radčem, Plískov, Terešov, Zbiroh, Vejvanov, Sebečice és Přívětice településekkel határos. Lakosainak száma 130 fő (2024. január 1.).

## Népesség
A település lakosságának változását az alábbi diagram mutatja:
| Lakosok száma | 335  | 268  | 237  | 199  | 162  | 125  | 139  | 123  | 131  | 130  |
|               | 1869 | 1900 | 1921 | 1961 | 1980 | 2011 | 2016 | 2019 | 2021 | 2024 |